# Typhoon HIL
Typhoon HIL ist ein US-amerikanisches Unternehmen mit Sitz in Boston, das Hardware-in-the-Loop-Echtzeitsimulatoren für Leistungselektronik entwickelt.

## Geschichte
Nach dem Studium der Brüder Ivan und Nikola Celanovic am Massachusetts Institute of Technology (MIT) wurde Typhoon HIL zusammen mit ihrem Professor John D. Joannopoulos und dem Mitgründer von Analog Devices, Ray Stata, im Jahr 2008 ins Leben gerufen. Das Ziel der Firma war es, mit Hardware-in-the-Loop-Echtzeitsimulatoren eine Alternative zu den teuren und mitunter gefährlichen Tests an Prüfständen zu entwickeln. Hardware-in-the-Loop-Systeme waren zu diesem Zeitpunkt in anderen Bereichen, wie z. B. der Automobilentwicklung, weit verbreitet. Allerdings war es zu diesem Zeitpunkt ein Novum, gleichwertige Lösungen für Anwendungen der Leistungselektronik anzubieten.
Der Grund für die Umsetzungsprobleme ist die hohe Schaltfrequenz der beteiligten Frequenzumrichter. Üblich sind Schaltfrequenzen von 2–10 kHz. Um in diesem Kontext auch Oberschwingungen in Filtern akkurat zu berechnen, sind Simulationsschrittweiten von unterhalb einer Mikrosekunde sinnvoll. Klassische digitale Signalprozessoren (DSPs) sind für diese hohen Geschwindigkeiten zu langsam, erst mit der Verfügbarkeit von schnelleren FPGAs war die Umsetzung machbar.

## Standorte
Im Jahr 2020 verfügte Typhoon HIL weltweit über die folgenden Standorte
- Typhoon HIL Inc. in Boston, Massachusetts, USA (Unternehmenssitz)
- Typhoon HIL GmbH in Baden, Schweiz
- Tajfun HIL D.O.O. in Novi Sad, Serbia
- Typhoon HIL Research Inc. in Vancouver, Kanada
- Typhoon HIL BR Ltda. in Florianópolis, Brasilien
- Typhoon HIL Düsseldorf, Deutschland (Im Aufbau)
- Typhoon HIL Frankreich (Im Aufbau)

Zusätzlich gibt es Service-/Vertriebspartner für China, Indien, Japan, Südkorea, Spanien, Mexiko und diverse weitere Länder.

## Simulation
Der Schwerpunkt von Typhoon HIL sind nach wie vor die HIL-Echtzeitsimulatoren. Ergänzt wird das Angebot um eine komplette Softwarelösung „Typhoon HIL Control Center“ für die Entwicklung von echtzeitfähigen Modellen, die Ausführung von manuellen Tests und eine Testautomatisierung. Grundlegend basiert die Toolchain auf einer großen Auswahl an vorgefertigten Modellen, die direkt auf einem FPGA lauffähig sind.
Typhoon deckt unter anderem folgende Einsatzgebiete ab:
- Logikschaltungen
- Reglerentwurf
- Simulation von Umrichtern, Generatoren, Solarpanels etc.
- Software in the Loop incl. Einbettung von C-Code
- Elektrifizierte Antriebsstränge von Fahrzeugen
- Elektrifizierte Antriebe von Flugzeugen

Neben den Echtzeitsimulatoren bietet Typhoon auch Lösungen für Simulationen ohne externe Hardware an. Die Nutzung der Software ohne angeschlossene Hardware ist kostenlos.
Typhoon HIL bietet derzeit auch Lösungen für die Simulation von Microgrids an. Hierbei können mit Original-Steuergeräten komplette Verbundnetze mit Windkraftanlagen, Photovoltaik, Dieselgeneratoren, Batteriespeichern etc. mit der realen Netzintegration (Oberleitungen, Transformatoren, Schutzgeräte …) mit der vollen Geschwindigkeit simuliert werden. Mit dem Wachstum von dezentralen und erneuerbaren Energien werden solche Lösungen zunehmend wichtiger.

## Hochschule und Forschung
Die Software „Typhoon HIL Control Center“ von Typhoon ist kostenlos nutzbar und wird daher von vielen Studenten und Hochschulen verwendet. Das Control Center ermöglicht die Simulation von Leistungselektronik, Schaltungssimulation, Reglerentwurf, Logikschaltung und Ablaufsteuerungen und ermöglicht zusätzlich die Integration von C- und Python-Code innerhalb der Modelle.
Ergänzend zu der Software-Suite bietet Typhoon HiL frei zugängliche online Kurse an. 
Entsprechende Veröffentlichungen mit Typhoon HIL sind über das IEEE und die Website von Typhoon einsehbar.